# Ernest Wyciszkiewicz
Ernest Wyciszkiewicz (ur. 1977) – polski politolog, dyrektor Centrum Dialogu im. Juliusza Mieroszewskiego.

## Życiorys
Ernest Wyciszkiewicz ukończył stosunki międzynarodowe na Uniwersytecie Łódzkim i program Dual Diploma Université Marc Bloch (Strasburg) i UŁ w zakresie współczesnej translatoryki. W 2017 na Uniwersytecie Marii Curie-Skłodowskiej uzyskał stopień doktora nauk społecznych w dyscyplinie nauk o polityce, na podstawie napisanej pod kierunkiem Marka Pietrasia dysertacji Współzależność energetyczna Unii Europejskiej i Federacji Rosyjskiej.
W latach 2001–2011 pracował w Polskim Instytucie Spraw Międzynarodowych, gdzie był koordynatorem programu ds. bezpieczeństwa energetycznego, zmian klimatu i prawa międzynarodowego. Od 2011 zastępca dyrektora, a od 2016 dyrektor Centrum Polsko-Rosyjskiego Dialogu i Porozumienia, przekształconego w 2022 w Centrum Dialogu im. Juliusza Mieroszewskiego.
W latach 2003–2008 był sekretarzem redakcji rosyjskojęzycznego kwartalnika „Jewropa”. Redaktor naczelny miesięcznika „Nowaja Polsza”. Członek redakcji Polskiego Przeglądu Dyplomatycznego. W marcu 2017 został członkiem Polsko-Rosyjskiej Grupy do Spraw Trudnych.
Specjalizuje się w polityce energetycznej Rosji i Unii Europejskiej, relacjach Unia Europejska-Rosja, polityce zagranicznej Rosji i międzynarodowych negocjacjach klimatycznych. Współautor i redaktor książek „Geopolityka rurociągów. Współzależność energetyczna a relacje międzypaństwowe na obszarze postsowieckim” oraz „Energy Security and Climate Change: Double Challenge for Policymakers”.